# Myrmecia maura
Myrmecia maura är en myrart som beskrevs av Wheeler 1933. Myrmecia maura ingår i släktet bulldoggsmyror, och familjen myror. Inga underarter finns listade i Catalogue of Life.